# Frontiniella parancilla
Frontiniella parancilla là một loài ruồi trong họ Tachinidae.